# Свети Георги (Цицирики)
Вижте пояснителната страница за други значения на Свети Георги.
„Свети Георги“ (на гръцки: Ναός Αγίου Γεωργίου) е средновековна православна църква в южномакедонския град Велвендо, Егейска Македония, Гърция, част от Сервийската и Кожанска епархия.
Църквата е разположена в малка борова гора на десния бряг на Ксиролакас, след края на обработваемите земи на стария път за Катафиги. Построена е през византийско време и в архитектурно отношение представлява кръстовиден храм. Свързана е с другата византийска църква от другата страна на реката „Свети Николай“. Над тях се е намирала крепост, днес наричана Палеокастро с чешмата Ай Георги. Храмът е опожарен от германските окупационни части на 19 декември 1943 година и от стенописите е запазена в лошо състояние единствено Света Богородица Ширшая небес от XIII век. В 1955 година храмът е възстановен, а в 1957 година местният резбар Николаос Бахцес и местният художник Харисиос Цукарданис изработват иконостаса.